# Vòng loại Giải vô địch bóng đá U-19 châu Á 2020
Vòng loại Giải vô địch bóng đá U-19 châu Á 2020 là giải đấu bóng đá nam quốc tế dành cho độ tuổi dưới 19, ban đầu được tổ chức để xác định các đội tham dự Giải vô địch bóng đá U-19 châu Á 2020. AFC thông báo hủy bỏ vòng chung kết của giải đấu do đại dịch COVID-19 vào ngày 25 tháng 1 năm 2021.

## Bốc thăm
46 trong tổng số 47 hiệp hội thành viên của AFC đã tham dự vòng loại.
Lễ bốc thăm được tổ chức vào ngày 9 tháng 5 năm 2019 tại tòa nhà AFC ở Kuala Lumpur, Malaysia. Các đội tuyển được phân chia thành hai khu vực miền Đông và miền Tây.
- Miền Tây: 25 đội đến từ Tây Á, Trung Á và Nam Á, được chia thành 6 bảng: một bảng 5 đội và năm bảng 4 đội (Bảng A–F).
- Miền Đông: 21 đội đến từ ASEAN và Đông Á, được chia thành 5 bảng: một bảng 5 đội và bốn bảng 4 đội (Bảng G–K).

Các đội được xếp hạt giống ở mỗi khu vực theo thành tích của họ tại vòng chung kết và vòng loại của Giải vô địch bóng đá U-19 châu Á 2018 (thứ hạng tổng thể được hiển thị trong ngoặc đơn; NR là viết tắt của các đội không được xếp hạng). Các hạn chế sau đây đã được áp dụng:
- Mười một đội thể hiện ý định giữ vai trò chủ nhà của các bảng đấu vòng loại trước lễ bốc thăm được chia vào các bảng riêng biệt.

| Khu vực   | Nhóm 1                                                                                                   | Nhóm 2 | Nhóm 3                                                                                                   | Nhóm 4                                                          | Nhóm 5                                                             |
| --------- | --- | --- | --- | --------------------------------------------------------------- | ------------------------------------------------------------------ |
| Miền Tây  | 1. Ả Rập Xê Út (1) (H) 2. Qatar (3) (H) 3. Tajikistan (6) (H) 4. UAE (9) 5. Jordan (10) 6. Iraq (14) (H) | 1. Uzbekistan (18) 2. Iran (19) (H) 3. Yemen (20) 4. Oman (21) (H)* 5. Bahrain (22) (H) 6. Syria (23)            | 1. Bangladesh (24) 2. Ấn Độ (25) 3. Liban (27) 4. Kyrgyzstan (31) 5. Palestine (32) 6. Turkmenistan (34) | 1. Maldives (37) 2. Sri Lanka (39) 3. Nepal (40)                | 1. Afghanistan (NR) 2. Bhutan (NR) 3. Kuwait (NR) 4. Pakistan (NR) |
| Miền Đông | 1. Hàn Quốc (2) 2. Nhật Bản (4) 3. Thái Lan (5) 4. Úc (7) 5. Indonesia (8) (H)                           | 1. Trung Quốc (11) 2. CHDCND Triều Tiên (12) 3. Malaysia (13) 4. Việt Nam (15) (H) 5. Đài Bắc Trung Hoa (16) (H) | 1. Campuchia (17) (H) 2. Myanmar (26) (H) 3. Ma Cao (28) 4. Hồng Kông (29) 5. Mông Cổ (30)               | 1. Lào (33) 2. Singapore (35) 3. Đông Timor (36) 4. Brunei (38) | 1. Guam (NR) 2. Quần đảo Bắc Mariana (NR)                          |

Ghi chú:
- Các đội in đậm đủ điều kiện tham dự vòng chung kết.
- (H): Chủ nhà của bảng đấu vòng loại (*Oman thay thế Iraq làm chủ nhà sau lễ bốc thăm)
- (Q): Chủ nhà của vòng chung kết, tự động vượt qua vòng loại bất kể kết quả vòng loại.

| Miền Tây  | Không có    |
| Miền Đông | Philippines |

## Tư cách cầu thủ
Các cầu thủ sinh từ ngày 1 tháng 1 năm 2001 trở về sau có đủ điều kiện tham dự giải đấu.

## Thể thức
Trong mỗi bảng, các đội thi đấu vòng tròn một lượt tại một địa điểm tập trung. Mười một đội nhất bảng và bốn đội nhì bảng có thành tích tốt nhất đủ điều kiện tham dự vòng chung kết. Vì Uzbekistan (đội được chỉ định là chủ nhà của vòng chung kết) nằm trong số bốn đội nhì có thành tích tốt nhất, đội xếp thứ nhì có thành tích tốt thứ năm cũng sẽ giành quyền tham dự vòng chung kết.

### Các tiêu chí
Các đội được xếp hạng theo điểm (thắng 3 điểm, hòa 1 điểm, thua 0 điểm), và nếu bằng điểm, các tiêu chí xếp hạng sau đây được áp dụng theo thứ tự, để xác định thứ hạng (Quy định Điều 9.3):
1. Điểm trong các trận đối đầu giữa các đội bằng điểm;
2. Hiệu số bàn thắng bại trong các trận đối đầu giữa các đội bằng điểm;
3. Số bàn thắng ghi được trong các trận đối đầu giữa các đội bằng điểm;
4. Nếu có nhiều hơn hai đội bằng điểm và sau khi áp dụng tất cả các tiêu chí đối đầu ở trên, một nhóm nhỏ các đội vẫn còn bằng nhau, tất cả các tiêu chí đối đầu ở trên sẽ được áp dụng lại cho riêng nhóm nhỏ này;
5. Hiệu số bàn thắng bại trong tất cả các trận đấu bảng;
6. Số bàn thắng ghi được trong tất cả các trận đấu bảng;
7. Sút luân lưu nếu chỉ có hai đội bằng điểm nhau và gặp nhau ở lượt cuối cùng của bảng;
8. Điểm kỷ luật (thẻ vàng = -1 điểm, thẻ đỏ gián tiếp = -3 điểm, thẻ đỏ trực tiếp = -3 điểm, thẻ vàng và thẻ đỏ trực tiếp = -4 điểm);
9. Bốc thăm.

## Các bảng

### Bảng A
- Tất cả các trận đấu diễn ra tại Oman.
- Thời gian được liệt kê là UTC+4.
- Iraq ban đầu được công bố là chủ nhà của bảng, với các trận đấu dự kiến diễn ra từ ngày 2 đến ngày 10 tháng 11. Sau các cuộc biểu tình ở Iraq năm 2019, các trận đấu đã bị hoãn lại đến thời gian và địa điểm khác,[6] sau đó được xác nhận là ngày 22 đến ngày 30 tháng 11 năm 2019 tại Oman.[7]

| VT | Đội       | ST | T | H | B | BT | BB | HS | Đ | Giành quyền tham dự |
| -- | --------- | -- | - | - | - | -- | -- | -- | - | ------------------- |
| 1  | Iraq      | 4  | 2 | 2 | 0 | 10 | 5  | +5 | 8 | Final tournament    |
| 2  | Kuwait    | 4  | 2 | 2 | 0 | 9  | 5  | +4 | 8 |                     |
| 3  | Palestine | 4  | 2 | 1 | 1 | 10 | 7  | +3 | 7 |                     |
| 4  | Oman (H)  | 4  | 1 | 1 | 2 | 4  | 7  | −3 | 4 |                     |
| 5  | Pakistan  | 4  | 0 | 0 | 4 | 2  | 11 | −9 | 0 |                     |

| Pakistan     | 1–2      | Kuwait                    |
| ------------ | -------- | ------------------------- |
| - Waheed 27' | Chi tiết | - Al-Bous 28' - Karam 57' |

| Palestine      | 1–0      | Oman |
| -------------- | -------- | ---- |
| - Baniowda 19' | Chi tiết |      |

| Kuwait        | 1–1      | Iraq        |
| ------------- | -------- | ----------- |
| - Al-Ajmi 72' | Chi tiết | - Zeyad 29' |

| Pakistan     | 1–5      | Palestine                                      |
| ------------ | -------- | ---------------------------------------------- |
| - Waheed 30' | Chi tiết | - Dahamshi 13', 26', 65' - Al-Nabrisi 46', 73' |

| Iraq                            | 3–0      | Pakistan |
| ------------------------------- | -------- | -------- |
| - Abdullah 8' - Shawqi 24', 36' | Chi tiết |          |

| Oman | 0–3      | Kuwait                              |
| ---- | -------- | ----------------------------------- |
|      | Chi tiết | - E. Marzouq 48', 55' - Al-Ajmi 84' |

| Palestine                | 1–3      | Iraq                                              |
| ------------------------ | -------- | ------------------------------------------------- |
| - A. Mohammed 34' (l.n.) | Chi tiết | - Barhoush 24' (l.n.) - Shawqi 67' - Abdullah 73' |

| Oman              | 1–0      | Pakistan |
| ----------------- | -------- | -------- |
| - Al-Maashari 10' | Chi tiết |          |

| Kuwait                                         | 3–3      | Palestine                            |
| ---------------------------------------------- | -------- | ------------------------------------ |
| - Al-Saab 44' - B. Al-Mutairi 65' - Mahran 86' | Chi tiết | - Dahamshi 24' - Al-Nabrisi 33', 66' |

| Iraq                                                 | 3–3      | Oman                                  |
| ---------------------------------------------------- | -------- | ------------------------------------- |
| - M. Mohammed 34' - Abdullah 50' - A. Mohammed 90+4' | Chi tiết | - Al-Salti 22' - Al-Hadabi 27', 45+2' |

### Bảng B
- Tất cả các trận đấu diễn ra tại Qatar.
- Thời gian được liệt kê là UTC+3.

| VT | Đội          | ST | T | H | B | BT | BB | HS | Đ | Giành quyền tham dự |
| -- | ------------ | -- | - | - | - | -- | -- | -- | - | ------------------- |
| 1  | Qatar (H)    | 3  | 2 | 1 | 0 | 10 | 3  | +7 | 7 | Final tournament    |
| 2  | Yemen        | 3  | 2 | 1 | 0 | 6  | 2  | +4 | 7 | Final tournament    |
| 3  | Turkmenistan | 3  | 1 | 0 | 2 | 6  | 8  | −2 | 3 |                     |
| 4  | Sri Lanka    | 3  | 0 | 0 | 3 | 3  | 12 | −9 | 0 |                     |

| Yemen                                | 2–1      | Turkmenistan |
| ------------------------------------ | -------- | ------------ |
| - Al-Thulaia 15' (ph.đ.) - Maher 36' | Chi tiết | - Sekow 48'  |

| Qatar                                                           | 5–1      | Sri Lanka       |
| --------------------------------------------------------------- | -------- | --------------- |
| - Tombari 5', 44' - Esam 19' - Deshan 59' (l.n.) - Al-Zarra 63' | Chi tiết | - Razooniya 45' |

| Sri Lanka | 0–3      | Yemen                                        |
| --------- | -------- | -------------------------------------------- |
|           | Chi tiết | - Al-Godaimah 12' - Al-Harbi 18' - Sadeq 36' |

| Turkmenistan        | 1–4      | Qatar                                     |
| ------------------- | -------- | ----------------------------------------- |
| - Myratberdiýew 58' | Chi tiết | - Abdulraheem 51', 63' - Tombari 68', 81' |

| Turkmenistan                                                   | 4–2      | Sri Lanka        |
| -------------------------------------------------------------- | -------- | ---------------- |
| - Çopanow 63' - Borjakow 67' - Hydyrow 78' - Myratberdiýew 89' | Chi tiết | - Sajid 43', 80' |

| Qatar             | 1–1      | Yemen       |
| ----------------- | -------- | ----------- |
| - Abdulraheem 42' | Chi tiết | - Maher 53' |

### Bảng C
- Tất cả các trận đấu diễn ra Tajikistan.
- Thời gian được liệt kê là UTC+5.

| VT | Đội            | ST | T | H | B | BT | BB | HS  | Đ | Giành quyền tham dự |
| -- | -------------- | -- | - | - | - | -- | -- | --- | - | ------------------- |
| 1  | Tajikistan (H) | 3  | 3 | 0 | 0 | 11 | 0  | +11 | 9 | Final tournament    |
| 2  | Liban          | 3  | 1 | 1 | 1 | 3  | 2  | +1  | 4 |                     |
| 3  | Syria          | 3  | 1 | 1 | 1 | 4  | 4  | 0   | 4 |                     |
| 4  | Maldives       | 3  | 0 | 0 | 3 | 2  | 14 | −12 | 0 |                     |

| Syria         | 1–1      | Liban          |
| ------------- | -------- | -------------- |
| - Ramadan 40' | Chi tiết | - Mekkaoui 73' |

| Tajikistan                                                                                     | 9–0      | Maldives |
| ---------------------------------------------------------------------------------------------- | -------- | -------- |
| - Rahmatov 4', 88' - Safarov 9' - Samiyev 13', 21', 46' - Zairov 36', 42' - Dhaisam 76' (l.n.) | Chi tiết |          |

| Maldives                      | 2–3      | Syria                                                 |
| ----------------------------- | -------- | ----------------------------------------------------- |
| - S. Ibrahim 19' - Nazeem 55' | Chi tiết | - S. Ibrahim 25' (l.n.) - Al-Malhem 33' - Ramadan 62' |

| Liban | 0–1      | Tajikistan    |
| ----- | -------- | ------------- |
|       | Chi tiết | - Samiyev 46' |

| Liban                         | 2–0      | Maldives |
| ----------------------------- | -------- | -------- |
| - Hijazi 19' - Dakramanji 76' | Chi tiết |          |

| Tajikistan    | 1–0      | Syria |
| ------------- | -------- | ----- |
| - Samiyev 23' | Chi tiết |       |

### Bảng D
- Tất cả các trận đấu diễn ra tại Iran.
- Thời gian được liệt kê là UTC+3:30.

| VT | Đội        | ST | T | H | B | BT | BB | HS | Đ | Giành quyền tham dự |
| -- | ---------- | -- | - | - | - | -- | -- | -- | - | ------------------- |
| 1  | Iran (H)   | 3  | 3 | 0 | 0 | 9  | 0  | +9 | 9 | Final tournament    |
| 2  | Kyrgyzstan | 3  | 1 | 1 | 1 | 2  | 3  | −1 | 4 |                     |
| 3  | UAE        | 3  | 1 | 0 | 2 | 4  | 4  | 0  | 3 |                     |
| 4  | Nepal      | 3  | 0 | 1 | 2 | 0  | 8  | −8 | 1 |                     |

| UAE                                                           | 4–0      | Nepal |
| ------------------------------------------------------------- | -------- | ----- |
| - N. Gurung 27' (l.n.) - Khalfan 38' - Yousuf 71' - Hamad 81' | Chi tiết |       |

| Iran                                                | 3–0      | Kyrgyzstan |
| --------------------------------------------------- | -------- | ---------- |
| - Barzegar 53' - Monazami 78' - Salmani 82' (ph.đ.) | Chi tiết |            |

| Kyrgyzstan                       | 2–0      | UAE |
| -------------------------------- | -------- | --- |
| - Shigaibaev 39' - Artykbaev 45' | Chi tiết |     |

| Nepal | 0–4      | Iran                                                    |
| ----- | -------- | ------------------------------------------------------- |
|       | Chi tiết | - Ahmadi 75' - Jalali 84' - Monazami 86' - Barzegar 90' |

| Kyrgyzstan | 0–0      | Nepal |
| ---------- | -------- | ----- |
|            | Chi tiết |       |

| UAE | 0–2      | Iran                               |
| --- | -------- | ---------------------------------- |
|     | Chi tiết | - Asadabadi 45' - Hashemnezhad 80' |

### Bảng E
- Tất cả các trận đấu diễn ra tại Bahrain.
- Thời gian được liệt kê là UTC+3.

| VT | Đội         | ST | T | H | B | BT | BB | HS | Đ | Giành quyền tham dự |
| -- | ----------- | -- | - | - | - | -- | -- | -- | - | ------------------- |
| 1  | Bahrain (H) | 3  | 2 | 1 | 0 | 8  | 1  | +7 | 7 | Final tournament    |
| 2  | Jordan      | 3  | 1 | 2 | 0 | 5  | 2  | +3 | 5 |                     |
| 3  | Bhutan      | 3  | 1 | 0 | 2 | 2  | 8  | −6 | 3 |                     |
| 4  | Bangladesh  | 3  | 0 | 1 | 2 | 2  | 6  | −4 | 1 |                     |

| Jordan                                                 | 3–0      | Bhutan |
| ------------------------------------------------------ | -------- | ------ |
| - Banihani 14' - Al-Ryiyalat 27' (ph.đ.) - Semreen 47' | Chi tiết |        |

| Bahrain                        | 3–0      | Bangladesh |
| ------------------------------ | -------- | ---------- |
| - Sayed 43', 90' - Nemer 90+6' | Chi tiết |            |

| Bangladesh   | 1–1      | Jordan               |
| ------------ | -------- | -------------------- |
| - Arafat 74' | Chi tiết | - Afaneh 45' (ph.đ.) |

| Bhutan | 0–4      | Bahrain                                                      |
| ------ | -------- | ------------------------------------------------------------ |
|        | Chi tiết | - Al-Romaihi 33' (ph.đ.) - Sayed 42' - Nemer 45' - Alawi 49' |

| Bangladesh   | 1–2      | Bhutan                        |
| ------------ | -------- | ----------------------------- |
| - Arafat 18' | Chi tiết | - Y. Dorji 65' - Khando 90+2' |

| Jordan                    | 1–1      | Bahrain                  |
| ------------------------- | -------- | ------------------------ |
| - Al-Ryiyalat 74' (ph.đ.) | Chi tiết | - Al-Romaihi 19' (ph.đ.) |

### Bảng F
- Tất cả các trận đấu diễn ra tại Ả Rập Xê Út.
- Thời gian được liệt kê là UTC+3.

| VT | Đội             | ST | T | H | B | BT | BB | HS | Đ | Giành quyền tham dự |
| -- | --------------- | -- | - | - | - | -- | -- | -- | - | ------------------- |
| 1  | Ả Rập Xê Út (H) | 3  | 2 | 1 | 0 | 6  | 1  | +5 | 7 | Final tournament    |
| 2  | Uzbekistan      | 3  | 2 | 1 | 0 | 5  | 1  | +4 | 7 | Final tournament    |
| 3  | Afghanistan     | 3  | 1 | 0 | 2 | 3  | 3  | 0  | 3 |                     |
| 4  | Ấn Độ           | 3  | 0 | 0 | 3 | 0  | 9  | −9 | 0 |                     |

1. ↑  Uzbekistan, as final tournament hosts, automatically qualified regardless of qualification results.

| Uzbekistan                      | 2–0      | Ấn Độ |
| ------------------------------- | -------- | ----- |
| - Khoshimov 53' - Olimjonov 65' | Chi tiết |       |

| Ả Rập Xê Út             | 1–0      | Afghanistan |
| ----------------------- | -------- | ----------- |
| - Al-Ghamdi 50' (ph.đ.) | Chi tiết |             |

| Afghanistan | 0–2      | Uzbekistan                          |
| ----------- | -------- | ----------------------------------- |
|             | Chi tiết | - Abdumajidov 36' - Rakhimkulov 41' |

| Ấn Độ | 0–4      | Ả Rập Xê Út                           |
| ----- | -------- | ------------------------------------- |
|       | Chi tiết | - Marran 2' - Al-Bassas 10', 17', 28' |

| Ấn Độ | 0–3      | Afghanistan                        |
| ----- | -------- | ---------------------------------- |
|       | Chi tiết | - Ramaki 2' - Nawshad 4' - Del 29' |

| Ả Rập Xê Út              | 1–1      | Uzbekistan         |
| ------------------------ | -------- | ------------------ |
| - Al-Sayyali 45' (ph.đ.) | Chi tiết | - Jaloliddinov 88' |

### Bảng G
- Tất cả các trận đấu diễn ra tại Campuchia.
- Thời gian được liệt kê là UTC+7.

| VT | Đội                  | ST | T | H | B | BT | BB | HS  | Đ  | Giành quyền tham dự |
| -- | -------------------- | -- | - | - | - | -- | -- | --- | -- | ------------------- |
| 1  | Malaysia             | 4  | 4 | 0 | 0 | 27 | 4  | +23 | 12 | Final tournament    |
| 2  | Campuchia (H)        | 4  | 3 | 0 | 1 | 18 | 6  | +12 | 9  | Final tournament    |
| 3  | Thái Lan             | 4  | 2 | 0 | 2 | 31 | 3  | +28 | 6  |                     |
| 4  | Brunei               | 4  | 1 | 0 | 3 | 4  | 26 | −22 | 3  |                     |
| 5  | Quần đảo Bắc Mariana | 4  | 0 | 0 | 4 | 3  | 44 | −41 | 0  |                     |

| Quần đảo Bắc Mariana                          | 3–4      | Brunei                                                   |
| --------------------------------------------- | -------- | -------------------------------------------------------- |
| - Khoirunnaas 32' (l.n.) - Tenorio 42', 90+1' | Chi tiết | - Eddy 12' - Aminuddin 40' - Hadif 59' - Naqiuddin 90+1' |

| Campuchia                                                                | 4–5      | Malaysia                                                            |
| ------------------------------------------------------------------------ | -------- | ------------------------------------------------------------------- |
| - Met Samel 61' - Chea Sokmeng 65' - Ry Leap Pheng 77' - Soeuth Nava 88' | Chi tiết | - Shafi 30' - Fakrul 40' - Azrin 42' - Luqman 67' - Muslihuddin 73' |

| Brunei | 0–9      | Thái Lan |
| ------ | -------- | --- |
|        | Chi tiết | - Suphanat 2', 15', 43', 57' - Warakorn 29' - Jakkapong 36' - Kittiphong 48' - Airfan 84' - Purachet 90+4' (ph.đ.) |

| Quần đảo Bắc Mariana | 0–9      | Campuchia |
| -------------------- | -------- | --- |
|                      | Chi tiết | - Thy Lieng 7', 42' - Ly Mael 12' - Lim Pisoth 44', 45+1' - Wut Tola 45+2' - Sieng Chanthea 83', 88' (ph.đ.), 90+2' |

| Thái Lan | 21–0     | Quần đảo Bắc Mariana |
| --- | -------- | -------------------- |
| - Chiraphong 14' - Phadungkiat 17', 25', 28', 50', 57' - Suphanat 19', 34', 61', 64', 80' - Achitpol 23', 31', 52' (ph.đ.) - Kritsada 36' - Andon 48' (l.n.) - Thana 65', 79' - Channarong 68', 71' - Warakorn 74' | Chi tiết |                      |

| Malaysia | 11–0     | Brunei |
| --- | -------- | ------ |
| - Azrin 17' - Luqman 21' (ph.đ.), 22', 23', 41' - Azam 31', 60' - Aiman 39', 84', 90+2' - Harith 59' (ph.đ.) | Chi tiết |        |

| Malaysia                                                                                                 | 10–0     | Quần đảo Bắc Mariana |
| --- | -------- | -------------------- |
| - Aiman 7', 46', 74', 79' - Hazim 9' - Aidil 20' - Fahmi 45+1', 56' - Firdaus R. 64' (ph.đ.) - Azrul 66' | Chi tiết |                      |

| Campuchia                            | 2–1      | Thái Lan         |
| ------------------------------------ | -------- | ---------------- |
| - Met Samel 16' - Sieng Chanthea 26' | Chi tiết | - Channarong 81' |

| Thái Lan | 0–1      | Malaysia   |
| -------- | -------- | ---------- |
|          | Chi tiết | - Umar 84' |

| Brunei | 0–3      | Campuchia                                          |
| ------ | -------- | -------------------------------------------------- |
|        | Chi tiết | - Lim Pisoth 14' - Keo Oudom 29' - Min Ratanak 85' |

### Bảng H
- Tất cả các trận đấu diễn ra tại Đài Bắc Trung Hoa.
- Thời gian được liệt kê là UTC+8.

| VT | Đội                   | ST | T | H | B | BT | BB | HS  | Đ | Giành quyền tham dự |
| -- | --------------------- | -- | - | - | - | -- | -- | --- | - | ------------------- |
| 1  | Úc                    | 3  | 2 | 1 | 0 | 13 | 2  | +11 | 7 | Final tournament    |
| 2  | Lào                   | 3  | 2 | 1 | 0 | 10 | 3  | +7  | 7 | Final tournament    |
| 3  | Đài Bắc Trung Hoa (H) | 3  | 1 | 0 | 2 | 9  | 7  | +2  | 3 |                     |
| 4  | Ma Cao                | 3  | 0 | 0 | 3 | 0  | 20 | −20 | 0 |                     |

| Úc                              | 2–2      | Lào                              |
| ------------------------------- | -------- | -------------------------------- |
| - Ruiz-Diaz 64' - Carluccio 78' | Chi tiết | - Thanouthong 15' - Anousone 44' |

| Đài Bắc Trung Hoa                                                                              | 8–0      | Ma Cao |
| ---------------------------------------------------------------------------------------------- | -------- | ------ |
| - Cheng Chih-huan 31' - Lin Ming-wei 35', 62', 82', 90' - Yu Yao-hsing 45' - Sandberg 60', 77' | Chi tiết |        |

| Ma Cao | 0–6      | Úc                                                                 |
| ------ | -------- | ------------------------------------------------------------------ |
|        | Chi tiết | - Del Grosso 5' - Roberts 37' - Tilio 40', 55', 67' - Iannucci 49' |

| Lào                         | 2–1      | Đài Bắc Trung Hoa  |
| --------------------------- | -------- | ------------------ |
| - Anousone 34' - Bounmy 41' | Chi tiết | - Lin Chun-kai 51' |

| Ma Cao | 0–6      | Lào                                                                                              |
| ------ | -------- | ------------------------------------------------------------------------------------------------ |
|        | Chi tiết | - Cheang Ka Lok 17' (l.n.) - Anantaza 42', 82' - Lou Chon Hei 45+1' (l.n.) - Chony 53' - Tee 85' |

| Úc                                                                  | 5–0      | Đài Bắc Trung Hoa |
| ------------------------------------------------------------------- | -------- | ----------------- |
| - Brook 2' - Roberts 12', 77' - Hu-Josefsson 33' (l.n.) - Tilio 52' | Chi tiết |                   |

### Bảng I
- All matches were held in Myanmar.
- Times listed are UTC+6:30.

| VT | Đội         | ST | T | H | B | BT | BB | HS  | Đ | Giành quyền tham dự |
| -- | ----------- | -- | - | - | - | -- | -- | --- | - | ------------------- |
| 1  | Hàn Quốc    | 3  | 3 | 0 | 0 | 18 | 1  | +17 | 9 | Final tournament    |
| 2  | Trung Quốc  | 3  | 2 | 0 | 1 | 5  | 4  | +1  | 6 |                     |
| 3  | Myanmar (H) | 3  | 1 | 0 | 2 | 8  | 5  | +3  | 3 |                     |
| 4  | Singapore   | 3  | 0 | 0 | 3 | 0  | 21 | −21 | 0 |                     |

| Trung Quốc                            | 2–0      | Myanmar |
| ------------------------------------- | -------- | ------- |
| - Liu Junxian 10' - Tao Qianglong 67' | Chi tiết |         |

| Hàn Quốc | 11–0     | Singapore |
| --- | -------- | --------- |
| - Naufal 23' (l.n.) - Kwon Min-jae 27', 58' - Oh Hyun-gyu 35' - Choi Se-yun 36', 78' - Kwon Hyeok-kyu 40' - Jung Han-min 43' - Lee Kang-hee 47' - An Jae-jun 60' - Kim Sang-jun 83' | Chi tiết |           |

| Singapore | 0–2      | Trung Quốc               |
| --------- | -------- | ------------------------ |
|           | Chi tiết | - Tao Qianglong 47', 62' |

| Myanmar | 0–3      | Hàn Quốc                                |
| ------- | -------- | --------------------------------------- |
|         | Chi tiết | - Heo Yool 14', 29' - Goh Young-jun 17' |

| Hàn Quốc                                                    | 4–1      | Trung Quốc          |
| ----------------------------------------------------------- | -------- | ------------------- |
| - Hwang Jae-hwan 41' (ph.đ.), 90+4' - Kwon Min-jae 72', 89' | Chi tiết | - Tao Qianglong 59' |

| Myanmar | 8–0      | Singapore |
| --- | -------- | --------- |
| - Saw Kyaw Ae 18', 50', 69' - Naung Naung Soe 72' - Hein Htet Aung 77' - Zaw Win Thein 81', 86' - La Min Htwe 90+2' | Chi tiết |           |

### Bảng J
- Tất cả các trận đấu diễn ra tại Việt Nam.
- Thời gian được liệt kê là UTC+7.

| VT | Đội          | ST | T | H | B | BT | BB | HS  | Đ | Giành quyền tham dự |
| -- | ------------ | -- | - | - | - | -- | -- | --- | - | ------------------- |
| 1  | Nhật Bản     | 3  | 2 | 1 | 0 | 19 | 0  | +19 | 7 | Final tournament    |
| 2  | Việt Nam (H) | 3  | 2 | 1 | 0 | 7  | 1  | +6  | 7 | Final tournament    |
| 3  | Mông Cổ      | 3  | 1 | 0 | 2 | 4  | 15 | −11 | 3 |                     |
| 4  | Guam         | 3  | 0 | 0 | 3 | 4  | 18 | −14 | 0 |                     |

| Nhật Bản                                                                                      | 10–0     | Guam |
| --------------------------------------------------------------------------------------------- | -------- | ---- |
| - Takeda 9', 11', 83' - Sakuragawa 42', 64', 84' - Ayukawa 46', 64' - Kato 59' - Haruyama 64' | Chi tiết |      |

| Việt Nam                                                                    | 3–0      | Mông Cổ |
| --------------------------------------------------------------------------- | -------- | ------- |
| - Nguyễn Thanh Khôi 64' - Munkhbat 74' (l.n.) - Nguyễn Văn Tùng 79' (ph.đ.) | Chi tiết |         |

| Mông Cổ | 0–9      | Nhật Bản                                                                               |
| ------- | -------- | -------------------------------------------------------------------------------------- |
|         | Chi tiết | - Omori 7', 12', 89' - Haruyama 45+2', 73', 76' (ph.đ.), 87' - Nakamura 49' - Kato 66' |

| Guam           | 1–4      | Việt Nam                                                        |
| -------------- | -------- | --------------------------------------------------------------- |
| - McDonald 33' | Chi tiết | - Nguyễn Hữu Nam 5', 86' - Đỗ Tấn Thành 28' - Trần Quốc Đạt 32' |

| Mông Cổ                                         | 4–3      | Guam                                           |
| ----------------------------------------------- | -------- | ---------------------------------------------- |
| - Oyuntuya 23', 89' - Tuya 28' - Purevsuren 36' | Chi tiết | - Fernandez 18' - Hennegan 19' - G. Garber 76' |

| Nhật Bản | 0–0      | Việt Nam |
| -------- | -------- | -------- |
|          | Chi tiết |          |

### Bảng K
- Tất cả các trận đấu diễn ra tại Indonesia.
- Thời gian được liệt kê là UTC+7.

| VT | Đội               | ST | T | H | B | BT | BB | HS | Đ | Giành quyền tham dự |
| -- | ----------------- | -- | - | - | - | -- | -- | -- | - | ------------------- |
| 1  | Indonesia (H)     | 3  | 2 | 1 | 0 | 8  | 2  | +6 | 7 | Final tournament    |
| 2  | CHDCND Triều Tiên | 3  | 1 | 2 | 0 | 6  | 2  | +4 | 5 |                     |
| 3  | Hồng Kông         | 3  | 1 | 1 | 1 | 3  | 6  | −3 | 4 |                     |
| 4  | Đông Timor        | 3  | 0 | 0 | 3 | 2  | 9  | −7 | 0 |                     |

| CHDCND Triều Tiên | 1–1      | Hồng Kông        |
| ----------------- | -------- | ---------------- |
| - Ri Jo-guk 66'   | Chi tiết | - Lau Ka Kiu 12' |

| Indonesia                            | 3–1      | Đông Timor             |
| ------------------------------------ | -------- | ---------------------- |
| - Fajar 2', 77' - Gumario 62' (l.n.) | Chi tiết | - Mouzinho 51' (ph.đ.) |

| Đông Timor | 0–4      | CHDCND Triều Tiên                                                       |
| ---------- | -------- | ----------------------------------------------------------------------- |
|            | Chi tiết | - Ra Nam-hyon 7' - Ri Kum-hyon 21' - Kim Chol-guk 77' - Ri Jo-guk 90+3' |

| Hồng Kông | 0–4      | Indonesia                                                 |
| --------- | -------- | --------------------------------------------------------- |
|           | Chi tiết | - Bagas 25' - Fajar 30' - David 61' - Bagus 90+4' (ph.đ.) |

| Hồng Kông                              | 2–1      | Đông Timor  |
| -------------------------------------- | -------- | ----------- |
| - Lau Ka Kiu 45' - Chang Kwong Yin 76' | Chi tiết | - Elias 18' |

| Indonesia           | 1–1      | CHDCND Triều Tiên     |
| ------------------- | -------- | --------------------- |
| - Bagus 61' (ph.đ.) | Chi tiết | - Kim Kwang-chong 41' |

## Xếp hạng các đội nhì bảng đấu
Do các bảng có số đội khác nhau nên kết quả của các đội xếp thứ năm ở các bảng 5 đội không được xem xét cho bảng xếp hạng này. Uzbekistan đã vượt qua vòng loại với tư cách chủ nhà của vòng chung kết.
| VT | Bg | Đội               | ST | T | H | B | BT | BB | HS | Đ | Giành quyền tham dự |
| -- | -- | ----------------- | -- | - | - | - | -- | -- | -- | - | ------------------- |
| 1  | H  | Lào               | 3  | 2 | 1 | 0 | 10 | 3  | +7 | 7 | Final tournament    |
| 2  | J  | Việt Nam          | 3  | 2 | 1 | 0 | 7  | 1  | +6 | 7 | Final tournament    |
| 3  | B  | Yemen             | 3  | 2 | 1 | 0 | 6  | 2  | +4 | 7 | Final tournament    |
| 4  | F  | Uzbekistan        | 3  | 2 | 1 | 0 | 5  | 1  | +4 | 7 | Final tournament    |
| 5  | G  | Campuchia         | 3  | 2 | 0 | 1 | 9  | 6  | +3 | 6 | Final tournament    |
| 6  | I  | Trung Quốc        | 3  | 2 | 0 | 1 | 5  | 4  | +1 | 6 |                     |
| 7  | K  | CHDCND Triều Tiên | 3  | 1 | 2 | 0 | 6  | 2  | +4 | 5 |                     |
| 8  | A  | Kuwait            | 3  | 1 | 2 | 0 | 7  | 4  | +3 | 5 |                     |
| 9  | E  | Jordan            | 3  | 1 | 2 | 0 | 5  | 2  | +3 | 5 |                     |
| 10 | C  | Liban             | 3  | 1 | 1 | 1 | 3  | 2  | +1 | 4 |                     |
| 11 | D  | Kyrgyzstan        | 3  | 1 | 1 | 1 | 2  | 3  | −1 | 4 |                     |

1. ↑  Uzbekistan, as final tournament hosts, automatically qualified regardless of qualification results.

## Các đội vượt qua vòng loại
16 đội sau đây đã vượt qua vòng loại để tham dự Giải vô địch bóng đá U-19 châu Á 2020.
| Đội         | Tư cách vượt qua vòng loại | Ngày vượt qua vòng loại | Tham dự lần trước tại Giải vô địch bóng đá U-19 châu Á1 |
| ----------- | -------------------------- | ----------------------- | --- |
| Uzbekistan  | Chủ nhà                    | 17 tháng 9 năm 2019     | 7 (2002, 2004, 2008, 2010, 2012, 2014, 2016) |
| Iraq        | Nhất bảng A                | 30 tháng 11 năm 2019    | 17 (1975, 1976, 1977, 1978, 1982, 1988, 1994, 1998, 2000, 2004, 2006, 2008, 2010, 2012, 2014, 2016, 2018) |
| Qatar       | Nhất bảng B                | 10 tháng 11 năm 2019    | 14 (1980, 1986, 1988, 1990, 1992, 1994, 1996, 1998, 2002, 2004, 2012, 2014, 2016, 2018) |
| Tajikistan  | Nhất bảng C                | 6 tháng 10 năm 2019     | 4 (2006, 2008, 2016, 2018) |
| Iran        | Nhất bảng D                | 10 tháng 11 năm 2019    | 20 (1969, 1970, 1971, 1972, 1973, 1974, 1975, 1976, 1977, 1978, 1992, 1996, 2000, 2004, 2006, 2008, 2010, 2012, 2014, 2016) |
| Bahrain     | Nhất bảng E                | 10 tháng 11 năm 2019    | 9 (1973, 1975, 1977, 1978, 1986, 1990, 1994, 2010, 2016) |
| Ả Rập Xê Út | Nhất bảng F                | 10 tháng 11 năm 2019    | 14 (1973, 1977, 1978, 1985, 1986, 1992, 1998, 2002, 2006, 2008, 2010, 2012, 2016, 2018) |
| Malaysia    | Nhất bảng G                | 10 tháng 11 năm 2019    | 23 (1959, 1960, 1961, 1962, 1963, 1964, 1965, 1966, 1967, 1968, 1969, 1970, 1971, 1972, 1973, 1974, 1975, 1976, 1977, 1978, 2004, 2006, 2018)                                                                                           |
| Úc          | Nhất bảng H                | 10 tháng 11 năm 2019    | 7 (2006, 2008, 2010, 2012, 2014, 2016, 2018) |
| Hàn Quốc    | Nhất bảng I                | 10 tháng 11 năm 2019    | 38 (1959, 1960, 1961, 1962, 1963, 1964, 1965, 1966, 1967, 1968, 1969, 1970, 1971, 1972, 1973, 1974, 1976, 1977, 1978, 1980, 1982, 1986, 1988, 1990, 1992, 1994, 1996, 1998, 2000, 2002, 2004, 2006, 2008, 2010, 2012, 2014, 2016, 2018) |
| Nhật Bản    | Nhất bảng J                | 10 tháng 11 năm 2019    | 37 (1959, 1960, 1961, 1962, 1963, 1964, 1965, 1966, 1967, 1968, 1969, 1970, 1971, 1972, 1973, 1974, 1975, 1976, 1977, 1978, 1980, 1988, 1990, 1992, 1994, 1996, 1998, 2000, 2002, 2004, 2006, 2008, 2010, 2012, 2014, 2016, 2018)       |
| Indonesia   | Nhất bảng K                | 10 tháng 11 năm 2019    | 17 (1960, 1961, 1962, 1967, 1969, 1970, 1971, 1972, 1975, 1976, 1978, 1986, 1990, 1994, 2004, 2014, 2018) |
| Lào         | Nhì bảng tốt nhất          | 10 tháng 11 năm 2019    | 5 (1969, 1970, 1972, 1974, 2004) |
| Việt Nam    | Nhì bảng tốt thứ hai       | 10 tháng 11 năm 2019    | 19 (19612, 19622, 19632, 19642, 19652, 19672, 19682, 19692, 19702, 19712, 19742, 2002, 2004, 2006, 2010, 2012, 2014, 2016, 2018) |
| Yemen       | Nhì bảng tốt thứ ba        | 10 tháng 11 năm 2019    | 6 (1978, 2004, 2008, 2010, 2014, 2016) |
| Campuchia   | Nhì bảng tốt thứ năm       | 30 tháng 11 năm 2019    | 3 (1963, 1972, 1974) |

 1 In đậm chỉ ra nhà vô địch của năm đó. In nghiêng chỉ ra chủ nhà của năm đó, 
2 Tham dự với tư cách là Việt Nam Cộng hòa.

## Cầu thủ ghi bàn
Đã có 325 bàn thắng ghi được trong 74 trận đấu, trung bình 4.39 bàn thắng mỗi trận đấu.
9 bàn thắng
- Suphanat Mueanta

7 bàn thắng
- Aiman Afif

5 bàn thắng
- Misaki Haruyama
- Luqman Hakim
- Shahrom Samiyev
- Phadungkiat Artkitkarn

4 bàn thắng
- Marco Tilio
- Sieng Chanthea
- Tao Qianglong
- Lin Ming-wei
- Reebal Dahamshi
- Khalied Al-Nabrisi
- Mekki Tombari
- Kwon Min-jae

3 bàn thắng
- John Roberts
- Abdulrahman Sayed
- Lim Pisoth
- Fajar Fathur Rahman
- Hussein Abdullah
- Ali Shawqi
- Shingo Omori
- Soromon Sakuragawa
- Hidetoshi Takeda
- Saw Kyaw Ae
- Naif Abdulraheem
- Ahmad Al-Bassas
- Achitpol Keereerom
- Channarong Promsrikaew

2 bàn thắng
- Abdulla Nemer
- Adel Al-Romaihi
- Yeasin Arafat
- Met Samel
- Thy Lieng
- Miguel Sandberg
- Lau Ka Kiu
- Bagus Kahfi
- Aria Barzegar
- Alireza Monazami
- Shun Ayukawa
- Hijiri Kato
- Waseem Al-Ryiyalat
- Fahad Al-Ajmi
- Ebrahim Marzouq
- Anantaza Siphongphan
- Anousone Xaypanya
- Azam Azmi
- Azrin Afiq
- Fahmi Daniel
- Oyunbold Oyuntuya
- Zaw Win Thein
- Ri Jo-guk
- Sunjoon Tenorio
- Osama Al-Hadabi
- Muhammad Waheed
- Choi Se-yun
- Hwang Jae-hwan
- Heo Yool
- Muhammed Sajid
- Ammar Ramadan
- Sharifbek Rahmatov
- Islom Zairov
- Thana Isor
- Warakorn Thongbai
- Rahman Myratberdiýew
- Nguyễn Hữu Nam
- Ahmed Maher

1 bàn thắng
- Khatam Del
- Ahmad Nawshad
- Ahmad Ramaki
- Lachlan Brook
- Jarrod Carluccio
- Alberto del Grosso
- Gianluca Iannucci
- Dylan Ruiz-Diaz
- Sayed Jawad Alawi
- Yeshi Dorji
- Dorji Khando
- Aminuddin Masri
- Eddy Shahrol Izzat
- Hadif Aiman
- Naqiuddin Abdullah
- Chea Sokmeng
- Keo Oudom
- Ly Mael
- Min Ratanak
- Ry Leap Pheng
- Soeuth Nava
- Wut Tola
- Liu Junxian
- Cheng Chih-huan
- Lin Chun-kai
- Yu Yao-hsing
- Kris Fernandez
- Graysen Garber
- Micah Hennegan
- Jacob McDonald
- Chang Kwong Yin
- Bagas Kaffa
- David Maulana
- Mohammadmahdi Ahmadi
- Alireza Asadabadi
- Mahdi Hashemnezhad
- Ahmadreza Jalali
- Yasin Salmani
- Abdllah Mohammed
- Muntadher Mohammed
- Hussein Zeyad
- Takumi Nakamura
- Danial Afaneh
- Reziq Banihani
- Mohannad Semreen
- Salman Al-Bous
- Abdulrahman Karam
- Abdulaziz Mahran
- Bander Al-Mutairi
- Fawaz Al-Saab
- Ryskeldi Artykbaev
- Emir Shigaibaev
- Thanouthong Kietnalonglop
- Bounmy Pinkeo
- Tee Sihalath
- Chony Wenpaserth
- Abdulrazzak Dakramanji
- Adam Hijazi
- Karim Mekkaoui
- Aidil Azuan
- Azrul Haikal
- Fakrul Iman
- Firdaus Ramli
- Harith Haiqal
- Hazim Abu Zaid
- Muslihuddin Atiq
- Shafi Azswad
- Umar Hakeem
- Savee Ibrahim
- Hassan Nazeem
- Uuganbayar Purevsuren
- Khash-Erdene Tuya
- Hein Htet Aung
- La Min Htwe
- Naung Naung Soe
- Kim Chol-guk
- Kim Kwang-chong
- Ra Nam-hyon
- Ri Kum-hyon
- Nibras Al-Maashari
- Omar Al-Salti
- Anas Baniowda
- Mostafa Esam
- Jassim Al-Zarra
- Ahmed Al-Ghamdi
- Mohammed Marran
- Basil Al-Sayyali
- An Jae-jun
- Goh Young-jun
- Jung Han-min
- Kim Sang-jun
- Kwon Hyeok-kyu
- Lee Kang-hee
- Oh Hyun-gyu
- Shabeer Razooniya
- Mohammad Al-Malhem
- Manuchehr Safarov
- Airfan Doloh
- Kittiphong Khetpara
- Kritsada Nontharat
- Chiraphong Raksongkham
- Jakkapong Sanmahung
- Purachet Thodsanit
- Elias
- Mouzinho
- Aly Borjakow
- Resul Çopanow
- Şamämmet Hydyrow
- Igor Sekow
- Abdulla Hamad
- Eisa Khalfan
- Khalifa Yousuf
- Odilbek Abdumajidov
- Jasurbek Jaloliddinov
- Ulugbek Khoshimov
- Muzaffar Olimjonov
- Diyorbek Rakhimkulov
- Đỗ Tấn Thành
- Nguyễn Thanh Khôi
- Nguyễn Văn Tùng
- Trần Quốc Đạt
- Emad Al-Godaimah
- Saqr Al-Harbi
- Mohammed Sadeq
- Mohammed Al-Thulaia

1 bàn phản lưới nhà
- Khoirunnaas Khalid (trong trận gặp Quần đảo Bắc Mariana)
- Karl Hu-Josefsson (trong trận gặp Úc)
- Abdllah Mohammed (trong trận gặp Palestine)
- Cheang Ka Lok (trong trận gặp Lào)
- Lou Chon Hei (trong trận gặp Lào)
- Ibrahim Dhaisam (trong trận gặp Tajikistan)
- Savee Ibrahim (trong trận gặp Syria)
- Buyant Munkhbat (trong trận gặp Việt Nam)
- Nabin Gurung (trong trận gặp UAE)
- Kirt Andon (trong trận gặp Thái Lan)
- Muath Barhoush (trong trận gặp Iraq)
- Naufal Ilham (trong trận gặp Hàn Quốc)
- Avishka Deshan (trong trận gặp Qatar)
- Gumario (trong trận gặp Indonesia)